# Tapirira rubrinervis
Espèce
Classification phylogénétique
Statut de conservation UICN

 EN B1ab(iii) : En danger
Tapirira rubrinervis est une espèce de plantes à fleurs de la famille des Anacardiaceae découverte en 1999. C'est un arbre endémique d'Équateur.

## Description
C'est un arbre.

## Répartition
Cette espèce est endémique de la forêt primaire jusqu'à 2 000 m d'altitude. Il n'est connu qu'en trois sous-populations dans la réserve ethnique Awá dans la province de Carchi.

## Préservation
C'est une espèce menacée par la déforestation et l'exploitation forestière.